# Linia A metra w Los Angeles
Linia A (w latach 1990-2019 Blue Line) – linia metra w Los Angeles (de facto w standardzie premetra), oznaczana na mapie literą A i niebieskim kolorem. Nitka ma długość 78,1 km i liczy 44 stacje. Trasa przebiega z północnego wschodu na południowy zachód hrabstwa Los Angeles, łącząc Azusę i Long Beach.
Linia A jest pierwszą i najstarszą z sześciu linii metra w aglomeracji. Pierwszy odcinek z Long Beach do śródmieścia Los Angeles, oparty w większości na infrastrukturze dawnej Long Beach Line zarządzanej przez prywatną firmę Pacific Electric, został otwarty w 1990 roku.
Obecna trasa nitki została otwarta w czerwcu 2023 roku. Linia A jest obecnie najdłuższą lekką linią kolejową na świecie.

## Historia
Pierwszy odcinek niebieskiej linii od stacji Pico-Chick Hearn w śródmieściu Los Angeles do stacji Anaheim Street w Long Beach został otwarty w dniu 14 lipca 1990. We wrześniu 1990 roku otwarto drugą część linii od stacji Anaheim do stacji Downtown Long Beach w centrum miasta Long Beach. Dnia 15 lutego 1991 roku oddano do użytku kolejną część linii od stacji Pico-Chick Hearn do podziemnej stacji 7th St/Metro Center, stycznej z czerwoną i fioletową linią metra.

## Lista stacji

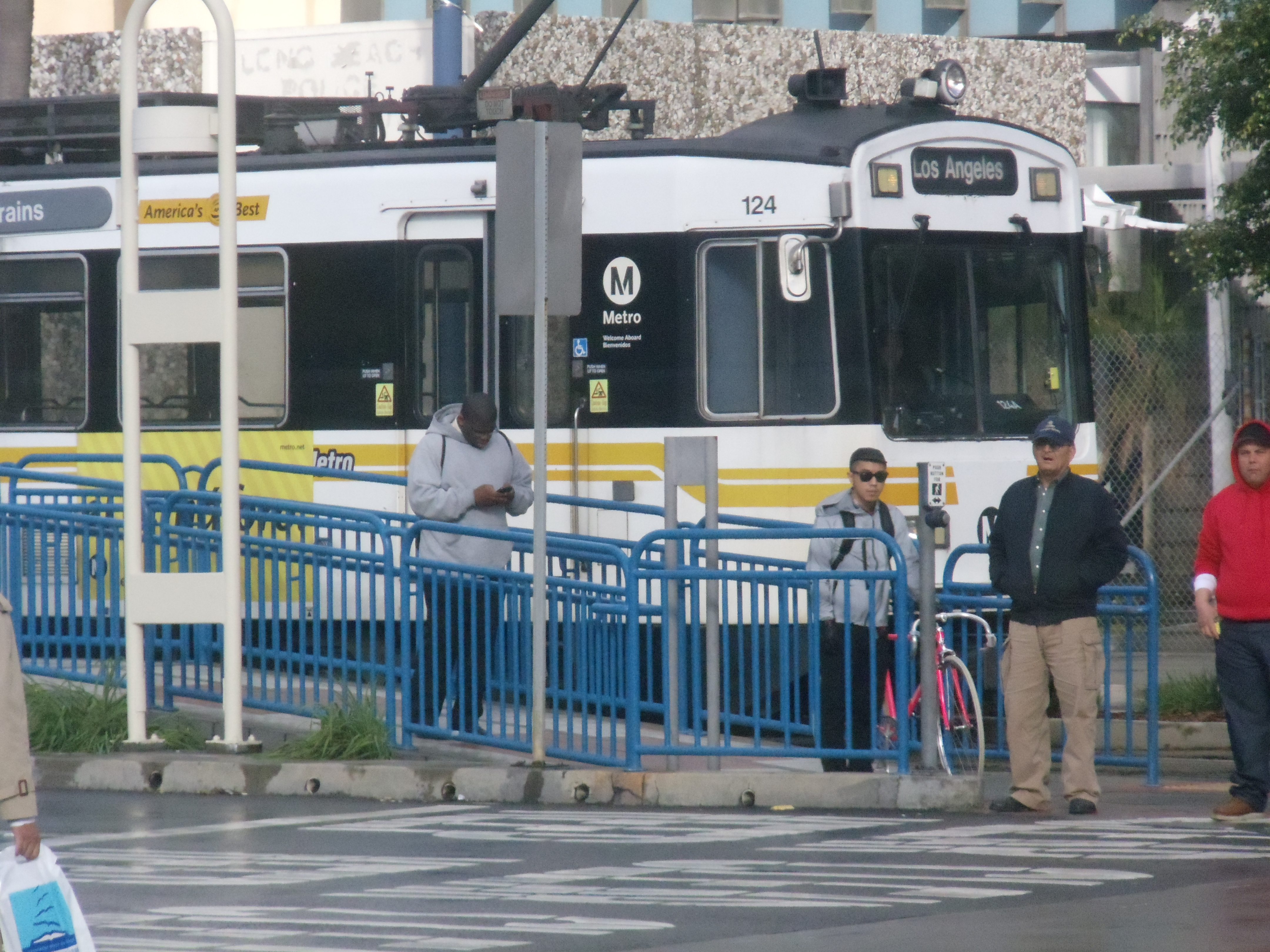
Pociąg niebieskiej linii lekkiej kolei odjeżdża ze stacji 1st Street w Long Beach.

| #  | Stacja                                   | Rok otwarcia | Miasto/dzielnica                |
| -- | ---------------------------------------- | ------------ | ------------------------------- |
| 1  | APU/Citrus College                       | 2016         | Azusa                           |
| 2  | Azusa Downtown                           | 2016         | Azusa                           |
| 3  | Irwindale                                | 2016         | Irwindale                       |
| 4  | Duarte/City of Hope                      | 2016         | Duarte                          |
| 5  | Monrovia                                 | 2016         | Monrovia                        |
| 6  | Arcadia                                  | 2016         | Arcadia                         |
| 7  | Sierra Madre Villa                       | 2003         | Pasadena                        |
| 8  | Allen                                    | 2003         | Pasadena                        |
| 9  | Lake                                     | 2003         | Pasadena                        |
| 10 | Memorial Park                            | 2003         | Pasadena                        |
| 11 | Del Mar                                  | 2003         | Pasadena                        |
| 12 | Filmore                                  | 2003         | Pasadena                        |
| 13 | South Pasadena                           | 2003         | South Pasadena                  |
| 14 | Highland Park                            | 2003         | LA Highland Park                |
| 15 | Southwest Museum                         | 2003         | LA Mount Washington             |
| 16 | Heritage Square                          | 2003         | LA Montecito Heights            |
| 17 | Lincoln/Cypress                          | 2003         | LA Lincoln Heights/Cypress Park |
| 18 | Chinatown                                | 2003         | LA Chinatown                    |
| 19 | Union Station                            | 2003         | LA Downtown                     |
| 20 | Little Tokyo/Arts District               | 2009         | LA Little Tokyo/Arts District   |
| 21 | Historic Broadway                        | 2023         | LA Downtown                     |
| 22 | Grand Avenue Arts/Bunker Hill            | 2023         | LA Downtown                     |
| 23 | 7th/St Metro Center                      | 1991         | LA Downtown                     |
| 24 | Pico-Chick Hearn                         | 1990         | LA Downtown                     |
| 25 | Grand/LATTC                              | 1990         | LA Downtown                     |
| 26 | San Pedro                                | 1990         | South Los Angeles               |
| 27 | Washington                               | 1990         | South Los Angeles               |
| 28 | Vernon                                   | 1990         | South Los Angeles               |
| 29 | Slauson                                  | 1990         | South Los Angeles               |
| 30 | Florence                                 | 1990         | Florence                        |
| 31 | Firestone                                | 1990         | Florence                        |
| 32 | 103rd Street/Watts Towers                | 1990         | Watts                           |
| 33 | Willowbrook/Rosa Parks                   | 1990         | Willowbrook                     |
| 34 | Compton                                  | 1990         | Compton                         |
| 35 | Artesia                                  | 1990         | Compton                         |
| 36 | Del Amo                                  | 1990         | Carson                          |
| 37 | Wardlow                                  | 1990         | Long Beach                      |
| 38 | Willow Street                            | 1990         | Long Beach                      |
| 39 | Pacific Coast Highway                    | 1990         | Long Beach                      |
| 40 | Anaheim Street                           | 1990         | Long Beach                      |
| 41 | 5th Street w kierunku południowym        | 1990         | Long Beach                      |
| 42 | 1st Street w kierunku południowym        | 1990         | Long Beach                      |
| 43 | Downtown Long Beach w kierunku północnym | 1990         | Long Beach                      |
| 44 | Pacific Avenue w kierunku północnym      | 1990         | Long Beach                      |